# Bartuva
Il Bartuva (in lingua lituana) o Bārta (in lingua lettone) è un fiume che scorre nella parte occidentale di Lituania e Lettonia. Nasce nel distretto di Plungė, 3 km a nord del lago di Plateliai. Il Bartuva scorre verso nordovest per 56 km in Lituania, attraversando il distretto e la città di Skuodas, prima di entrare in territorio lettone, dove scorre per 47 km prima di sfociare nel Lago Liepāja.
I maggiori tributari del Bartuva sono l'Eiškūnas, l'Erla, il Luoba, l'Apšė e il Vārtāja.